# Cal Portal (Gratallops)
Cal Portal, o la Fonda, és un casal del municipi de Gratallops (Priorat) protegit com a bé cultural d'interès local.

## Descripció
Es tracta d'una casa de planta baixa i tres pisos, l'últim dels quals és dedicat a les golfes. Presenta una façana simètrica, amb balcons sostinguts per mènsules de pedra treballada. Acaba en un frontó que amaga una teulada a dos aiguavessos. L'obra és de pedra i maons i no fou acabada, perquè li manquen els balcons treballats (n'hi ha d'altres col·locats per a sortir del pas) en alguns casos, i l'arrebossat de la façana. La porta, de pedra, porta a la dovella clau la data de l'obra.

## Història
Construïda a les darreries del segle passat, l'obra no fou acabada, presumiblement a causa de la crisi provocada per la fil·loxera. A la part esquerra de la façana s'hi bastí el segle passat, adossada a la casa nº4, un dels portals del poble, construïts per a protegir-lo a les nits durant les guerres carlines; aquest és l'origen del nom de la casa. Fins a la meitat de la dècada dels anys setanta, a la part dreta de la façana hi hagué un monumental pedrís constituït per una gran pedra de riu sobre una base de pedra, de forma aproximadament paral·lelepipèdica. Fou destruït quan es feu la nova pavimentació del carrer. Actualment és el domicili dels propietaris de la fonda del poble, per la qual cosa la casa ha perdut, fins a cert punt, el seu nom antic, i ha passat a anomenar-se, impròpiament, la fonda, que és la casa del costat.